# Ermessenda de Cardona
Ermessenda de Cardona (c.1071-1095) era filla del vescomte Ramon Folc I de Cardona i d'Ermessenda de Cabrera. El seu pare Ramon Folc I morí en 1086, durant la defensa del castell de Maldà. Es casà amb Deodat de Claramunt, senyor de Tamarit i vescomte de Tarragona. Des de 1082, almenys, el seu germà era captiu, motiu pel qual el títol de vescomte de Cardona va passar del seu pare Ramon Folc a l'oncle d'Ermessenda, Folc II de Cardona, qui fou també bisbe de Barcelona. Fou precisament aquest qui, durant el seu mandat, inicià el procediment per acomplir el testament de Ramon Folc I, qui sempre havia considerat al seu net Bernat Amat de Claramunt, fill d'Ermessenda, com el seu successor legítim.
El matrimoni Ermessenda-Deodat tingué quatre fills:
- Bernat Amat I, (1082-1151) vescomte de Cardona.[4]
- Ramon Folc (1096-1104).
- Pere Deodat (1096).
- Deodat de Tamarit (1108-1139)

Ermessenda de Cardona desapareix de les fonts catalanes en 1095, deixant vidu el seu marit. Aquest contragué novament matrimoni ben aviat car se'ns documenta maridat amb una dona anomenada Beatriu (1095-1119).